# チルンド橋
チルンド橋（チルンドばし、英語：Chirundu Bridge）は、ザンベジ川にかかる橋。ザンビアとジンバブエにまたがる。由来はザンビア側の町、チルンドから。

## 初代
1939年に完成。鋼吊り橋で1車線。

## 新チルンド橋

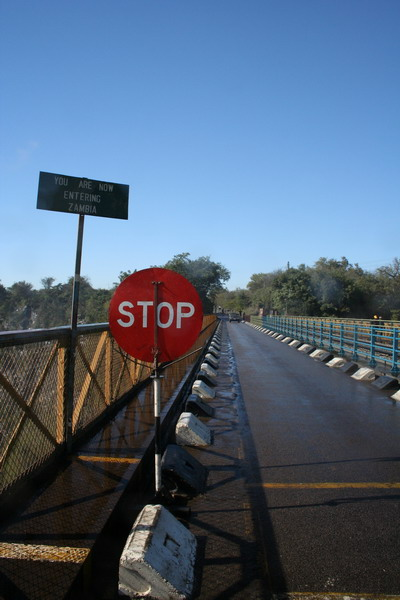
ジンバブエ側より、2006年6月3日現在の様子

初代のチルンド橋が、交通のボトルネックになり、南部アフリカ開発共同体閣僚会議で橋の架け替えが優先プロジェクトとして位置づけられた。その後、ザンビアとジンバブエが日本に（無償資金協力）を要請。日本が受ける形で2000年から2002年にかけて建設し、完成した。コンサルタントは長大、建設会社は鹿島建設。全長は400m、2車線で幅員10.3m。

## ワンストップ・ボーダーポスト
チルンド橋の利便性を向上させるために、2009年から出入国審査を一体化したワン・ストップ・ボーダー・ポスト（OSBP）が始まっている。この取り組みは、橋の建設に続き日本が支援を行っている。